# Strachówka
Strachówka – wieś w Polsce położona w województwie mazowieckim, w powiecie wołomińskim, w gminie Strachówka.
W latach 1975–1998 miejscowość administracyjnie należała do województwa siedleckiego.
Miejscowość jest siedzibą gminy Strachówka oraz rzymskokatolickiej parafii Wniebowzięcia Najświętszej Maryi Panny.

## Położenie
Strachówka jest położona około 60 km od Warszawy. Miejscowość leży przy drodze krajowej 50.
Wieś o charakterze typowo rolniczym, część mieszkańców dojeżdża do pracy w stolicy, Wołominie i Mińsku Mazowieckim.
Nazwy ulic w Strachówce:
Jana Pawła II, Kmiecińskiego, Kościuszki, Nowa, Norwida, Ogrodowa, Podlaska, Spółdzielcza.

## Historia
Osada Strachówka początkami sięga panowania księcia Konrada Mazowieckiego, który władał Mazowszem (1220-1240). Pierwsze ślady pisemne podał Jędrzej Święcicki w „Prastarym opisie Mazowsza” oraz dokument pt. "lustracja Województwa Mazowieckiego". Znajduje się tam: ...Wieś Strachówka do starostwa kamienieckiego należy: ma pola trójne, grunt średni, włok wszystkich siedemnaście, na których dwudziestu trzech kmieci siedzi i jeden karczmarz.
Wieś powstała przy znanym już w XIII wieku, dawnym trakcie kupieckim z Warszawy do Ciechanowca i dalej na północ.
11 września 1939 żołnierze Wehrmachtu dokonali zbrodni na mieszkańcach wsi. Zamordowali 3 osoby. 

## Atrakcje turystyczne
- Odbudowany dworek z I połowy XIX wieku. Należał do Hilarii Sobieskiej, prababki Cypriana Kamila Norwida.
- Kościół parafialny pw. Wniebowzięcia Najświętszej Marii Panny. Świątynię zbudowano w latach 1958-61 według projektu Antoniego Boczewskiego.

## Edukacja
Zespół Szkół im. Rzeczpospolitej Norwidowskiej:
- Publiczna Szkoła Podstawowa w Rozalinie
- Szkoła Podstawowa w Zespole Szkół im. Rzeczpospolitej Norwidowskiej;
- Publiczne Gimnazjum w Zespole Szkół im. Rzeczpospolitej Norwidowskiej.